# قراضه

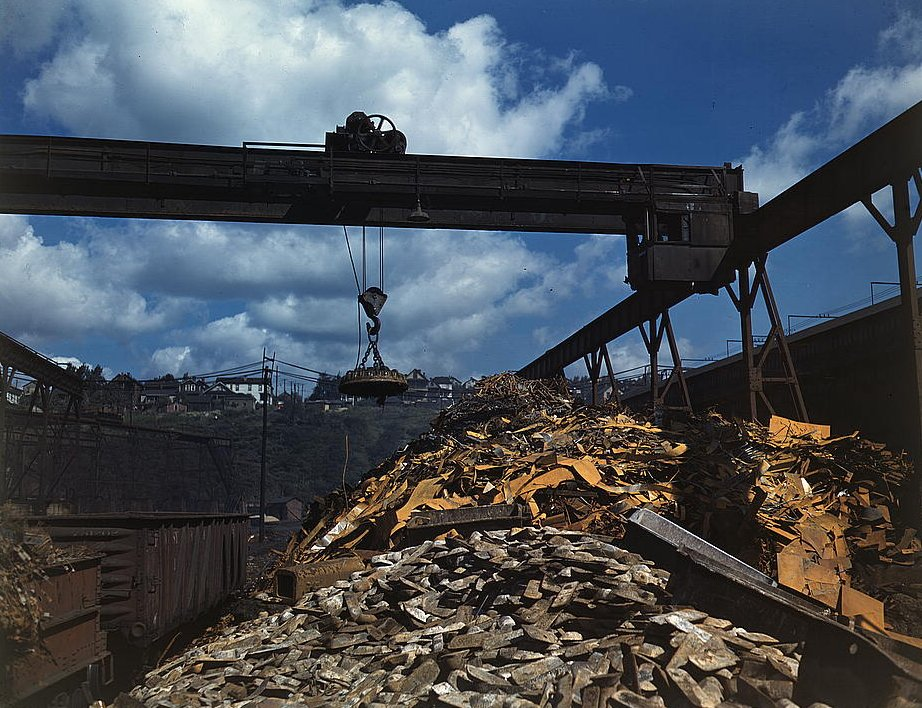
انباشته اوراق و آهن‌های قراضه، ۱۹۴۱

قراضه یا اوراق به قطعاتی فلزی گفته می‌شود که به علت اصطکاک، شکستگی، پوسیدگی یا هر تغییر فیزیکی یا شیمیایی دیگر حالتی غیرقابل استفاده به خود گرفته‌اند. این قطعات را قراضه فلز یا ضایعات فلزی نیز می‌گویند. برخی از این قراضه‌ها توسط کارخانه‌هایی که با فلزات سر و کار دارند، تولید می‌شود. برای مثال، یک قطعهٔ آلومینیومی یا آهنی یا حتی شمش در کارخانه تولید می‌شود، اما بررسی‌ها نشان می‌دهد که کیفیت لازم را ندارد و عملاً به درد نمی‌خورد. پس آن قطعه یک قراضه است و قابل استفاده نیست، مگر این که بازیافت شود.
بعضی دیگر از قراضه‌های فلزی همان قطعات شکستهٔ خودرو، ابزار، لوازم مختلف، نخاله‌های ساختمانی و مانند آن هستند. مردم این قراضه‌ها را جمع‌آوری کرده و به مراکز خاصی می‌فروشند.

## انواع قراضه
انواع متعددی از قراضه‌های مختلف وجود دارد. وقتی انواع آن را بر حسب تفاوت در جنس طبقه‌بندی می‌کنیم، دسته‌های زیر از قراضه‌ها را می‌توان از هم تفکیک نمود:
- قراضه فولاد
- قراضه آلومینیوم
- قراضه آهن
- قراضه مس
- قراضه گالوانیزه
- قراضه چدن
- قراضه آلیاژها
- قراضه برنجی
- قراضه سرب
- قراضه طلا
- قراضه نقره
- قراضه نیکل
- قراضه تیتانیوم
- قراضه تنگستن[۲]

## کاربرد قراضه
برخی از کسب و کارها به‌طور مستقیم قراضه‌های فلزی را جمع‌آوری کرده و از مردم یا صنایع می‌خرند. سپس حجم عظیم قراضه‌هایی که جمع‌آوری شده را با ماشین آلات جداسازی انواع ضایعات، از هم تفکیک کرده و دسته‌بندی می‌کنند. برای مثال، همهٔ ضایعات آهن، یک شکل و همگن نیستند. لازم است بر حسب میزان آهن موجود در آنها، میزان چگالی و ابعادشان درجه‌بندی شوند. بعد از درجه‌بندی، قراضه‌های انواع فلزات را به دست کارخانه‌های ذوب و بازیافت می‌رسانند. این کارخانه‌ها قطعات ضایعاتی را وارد کوره‌های ذوب کرده و آن‌ها را با دمای بسیار بالایی ذوب می‌کنند.
فایدهٔ ذوب این ضایعات در بازیافت فلز است. یعنی با ذوب ضایعات آلومینیومی، مجدداً آلومینیوم می‌سازند و با ذوب ضایعات مسی، قطعات جدید مسی ساخته می‌شود. این مساله اهمیت بسیار زیادی در اقتصاد کشور و حفظ منابع طبیعی یا معادن سنگ فلزات دارد. در کنار این مساله که از انباشت قراضه که سبب آسیب رساندن به محیط می شود، جلوگیری می‌کند.

## بازیافت
استفاده از ضایعات بازیافتی به‌جای سنگ‌آهن برای محیط‌زیست بسیار مفید است و طبق بررسی انجام شده نتایج زیر را در پی دارد:
در مصرف انرژی ۷۵ درصد صرفه جویی می‌گردد، در مصرف مواد اولیه ۹۰ درصد صرفه جویی می‌گردد، بیش از ۸۵ درصد در کاهش آلودگی هوا موثر است، در کاهش مصرف آب بسیار تاثیرگذار است، جلوگیری از آلودگی‌های زیست‌محیطی آب، کاهش نزدیک به ۹۸ درصدی ضایعات معادن نتیجه بازیافت به‌جای استخراج است.
برخلاف مواد غیرفلزی، فلزات را می‌توان بارها بازیافت نمود و پس از سال‌ها مجدداً بازیافت نمود و به همین دلیل آهن‌آلات بازیافت‌پذیرترین مواد جهان هستند. پس از بازیافت ضایعات، آن‌ها تبدیل به مواد اولیه جهت تولید محصولات جدید می‌گردند و این روند طی سال‌ها ادامه داشته و خواهد داشت.
با توجه به اینکه جمعیت جهان در حال افزایش است تقاضا نیز برای محصولات فولادی رو به فزونی می‌باشد و تاثیرات مخرب استخراج بیش از حد معادن بر محیط‌زیست، پیدا کردن راهکارهای نوین برای بازیافت و مدیریت این مواد ضروری است.